# Land of Hope and Glory
Land of Hope and Glory (en català Terra d'Esperança i Glòria) és una cançó patriòtica anglesa que va ser composta amb motiu de la coronació del rei Eduard VII, i que va ser interpretada per primera vegada per Clara Butt l'any 1902. La seva música va ser presa de la Marxa núm. 1 de la simfonia Pompa i Circumstància del compositor anglès Edward Elgar.
Land of Hope and Glory, també és coneguda com a Pomp and Circumstance, s'interpreta com un himne en els Jocs de la Commonwealth per a representar a Anglaterra. A més, és l'himne del Partit Conservador del Regne Unit.

## Lletra
Dear Land of Hope, thy hope is crowned.
God make thee mightier yet !
On Sov'ran brows, beloved, renowned,
Once more thy crown is set.
Thine equal laws, by Freedom gained,
Have ruled thee well and long ;
By Freedom gained, by Truth maintained,
Thine Empire shall be strong.
Land of Hope and Glory, Mother of the Free,
How shall we extol thee, who are born of thee ?
Wider still and wider shall thy bounds be set ;
God, who made thee mighty, make thee mightier yet,
God, who made thee mighty, make thee mightier yet.
Thy fame is ancient as the days,
As Ocean large and wide ;
A pride that dares, and heeds not praise,
A stern and silent pride ;
Not that false joy that dreams content
With what our sires have won ;
The blood a hero sire hath spent
Still nerves a hero son.
Habitualment només s'entona el 2n vers.